# Felix Mordeku
Felix Mordeku (15 april 1975) is een Ghanees voormalig voetballer die speelde als aanvaller

## Carrière
Mordeku maakte zijn profdebuut voor FC Grenchen in 1994 en speelde er tot in 1995. Hij speelde van 1995 tot 1999 voor FC Solothurn, in 1999 speelde hij ook nog voor Etoile Carouge en terug voor FC Solothurn. Hij speelde van 2000 tot 2002 voor FC Wil 1900 en in 2003 koos hij voor een avontuur in het Midden-Oosten bij Al-Wahda FC.
Hij keerde terug naar FC Wil en bleef er spelen tot in 2006. In 2004 won hij de beker met hen. Hij maakte in 2006 een transfer naar Kalba Union. Hij eindigde zijn carrière in 2008 bij het bescheiden FC Herisau.

## Erelijst
- FC Wil 1900
  - Zwitserse voetbalbeker: 2004